# Nycticeinops schlieffeni
Il pipistrello di Schlieffen (Nycticeinops schlieffeni Peters, 1859) è un pipistrello della famiglia dei Vespertilionidi, diffuso in Africa.

## Descrizione

### Dimensioni
Pipistrello di piccole dimensioni, con la lunghezza della testa e del corpo tra 40 e 56 mm, la lunghezza dell'avambraccio tra 29 e 34 mm, la lunghezza della coda tra 26 e 37 mm, la lunghezza della tibia tra 12,1 e 13,9 mm, la lunghezza delle orecchie tra 11 e 13 mm e un peso fino a 9 g.

### Aspetto
La pelliccia è densa, soffice e leggermente lanuginosa. Le parti dorsali variano dal color zenzero al bruno fulvo, mentre le parti ventrali variano dal marrone chiaro al bianco-grigiastro. Le membrane alari sono marroni scure, con delle venature nerastre. La testa è leggermente appiattita, mentre il muso è largo, dovuto alla presenza di due masse ghiandolari sui lati, cosparso di pochi peli e con le narici che si aprono obliquamente. Gli occhi sono molto piccoli. Le orecchie sono marroni scure, ben separate, arrotondate e con un piccolo lobo diretto all'indietro alla base anteriore. Il trago è corto, smussato e diretto in avanti. La coda è lunga ed è inclusa completamente nell'ampio e scuro uropatagio. Il calcar è lungo e con un lobo all'estremità. Il cariotipo è 2n=42 FNa=50. Individui catturati in Somalia hanno invece un cariotipo di 2n=34 FNa=52, il che fa supporre la presenza di diverse forme criptiche.

### Ecolocazione
Emette ultrasuoni a basso ciclo di lavoro, frequenza modulata con picchi fino a 42,5±0,3 kHz, a banda stretta e di breve durata, con altre due armoniche oltre alla fondamentale.

## Biologia

### Comportamento
Si rifugia nelle cavità degli alberi e negli edifici. L'attività predatoria inizia prima del tramonto.

### Alimentazione
Si nutre di coleotteri, ditteri, lepidotteri, tricotteri e imenotteri.

### Riproduzione
Si riproduce in giugno. Successivamente le femmine trattengono lo sperma fino alla fertilizzazione che avviene in agosto e al parto in novembre. Danno alla luce 1-3 piccoli alla volta.

## Distribuzione e habitat
Questa specie è diffusa in due aree separate dell'Africa. La prima si estende dal confine tra Mauritania e Senegal ed attraverso il Mali centrale, Burkina Faso, Niger meridionale, Ghana orientale, Togo e Benin, fino alla Nigeria centrale, Camerun settentrionale e Ciad sud-occidentale. La seconda zona si estende a nord dal Sudan nord-orientale, Eritrea, Etiopia orientale e centrale, Somalia settentrionale e meridionale, attraverso il Kenya, Tanzania centrale, Repubblica Democratica del Congo meridionale, Zambia, Malawi, Mozambico centrale e meridionale, Zimbabwe, Botswana settentrionale, Angola meridionale, Namibia settentrionale, fino al Sudafrica nord-orientale e allo Swaziland. Una popolazione isolata è presente nella regione del Delta del Nilo.
Vive nelle savane alberate, prevalentemente vicino ai fiumi e a specchi d'acqua.

## Conservazione
La IUCN Red List, considerato che questa specie è abbastanza comune e senza minacce, classifica N.schlieffeni come specie a rischio minimo (Least Concern)).